# エルデシュ数

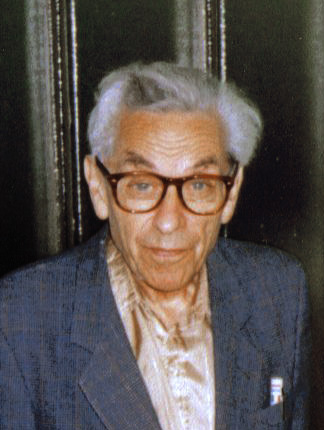
ポール・エルデシュ

エルデシュ数（エルデシュすう、Erdős number）またはエルデシュ番号とは、数学者同士、あるいはもっと広く科学者同士の、共著論文による結び付きにおいて、ハンガリー出身の数学者ポール・エルデシュとどれだけ近いかを表す概念である。エルデシュに共著論文が非常に多いことから、その友人たちによって、敬意とユーモアを込めて考え出された。今日では科学者のコミュニティにおいてよく知られており、エルデシュと近いことが名誉であるかのように半ば冗談めいて語られる。

## 定義

アリスはエルデシュと共著で論文を書き、ボブとも共著で論文を書いているとする。そして、ボブとエルデシュには直接の共著論文がないとする。ボブが共著論文をたどってエルデシュに行き着くためには2回のステップが必要であるため、ボブにはエルデシュ数2が与えられる。

ある者が新たにエルデシュ数を得るためには、すでにエルデシュ数が与えられている者と共著で論文を書かなければならない。エルデシュ自身はエルデシュ数 0 を持つただひとりの人物とされ、エルデシュ数が n の者と共著で論文を書いた者にはエルデシュ数 n + 1 が与えられる。
エルデシュは83年の生涯に約1500本の数学論文を書き、その多くは共著であった。彼と直接の共著論文がある数学者は512名に及び、彼らにはエルデシュ数 1 が与えられる。エルデシュ数 1 の者と共著論文があり、エルデシュとは直接の共著論文がない者にはエルデシュ数 2 が与えられる。エルデシュ数が 2 である者は、2010年10月20日の時点で9267名いる。以下同様に、エルデシュ数 n の者と共著論文があり、エルデシュ数 n 未満の者とは共著論文がない者には、エルデシュ数 n + 1 が与えられる。エルデシュ数をすでに持っている者との間に共著論文がない者には、エルデシュ数が与えられない（もしくはエルデシュ数が ∞ であると定義する）。
エルデシュ数の定義は、エルデシュが多くの業績を残したグラフ理論の用語を用いることでもできる。協力グラフ (collaboration graph) とは、著者たちを頂点（ノード）とし、共著のある著者同士を辺（エッジ）で結んでできるグラフである。このグラフにおいて、2人の著者を結ぶ道（パス）の長さの最小値を、その2人の間の距離と定義する（そのような道がなければ距離は ∞ とする）。このとき、エルデシュ数は、協力グラフにおけるエルデシュとの距離と定義される。
何をもって共著と認めるかについては、やや曖昧さがある。エルデシュ数プロジェクトのウェブサイトを運営するジェラルド・グロスマンによれば、2つの頂点を辺で結ぶ基準は、共同研究の結果公表された共同の著作であって、共著者は何人いても構わない。研究発表ではない著作、例えば初等的な内容の教科書、歴史書や伝記、翻訳書などは含まれない。
エルデシュ数を印刷物で初めて紹介したのは、解析学者のキャスパー・ゴフマンとされる。彼は、1969年に「そしてあなたのエルデシュ数は？」という題目で、エルデシュ数についての記事を書いている。
アメリカ数学会は、エルデシュに限らず、任意の2人の数学者間の距離を算出するオンラインサービスをMathSciNet上で提供している。

## その広がり
2004年7月時点の、アメリカ数学会のサービスを元にしたデータでは、単著のみで共著を書いたことのない者は約84,000名、共著を書いたことはあるがエルデシュとつながっていない者は約50,000名、有限のエルデシュ数を持つ者は約268,000名であった。有限のエルデシュ数を持つ者のみで考えると、その最大値は 13、中央値は 5、平均値は 4.65 であり、8 以下の者が99.5パーセント以上を占めた。2014年までのフィールズ賞受賞者は、全員 5 以下のエルデシュ数を持っている。
今日、異分野間の共同研究も盛んに行われているため、数学者でない科学者でエルデシュ数を持つ者も多い。例えば、政治学者のスティーヴン・ブラムスのエルデシュ数は 2 である。同じくエルデシュ数 2 を持つ統計学者のジョン・テューキーを通じて、生物医学の分野もエルデシュとつながっている。多くの共同研究がある遺伝学者のエリック・ランダーは、数学者のダニエル・クレイトマンと共著があり、クレイトマンのエルデシュ数は 1 であるため、多くの遺伝学者がエルデシュ数を持つ。また、言語学者のノーム・チョムスキーのエルデシュ数は 4 であるため、言語学の分野もエルデシュとつながっている。研究者というよりは技術者（ないし実業家？）だが、マイクロソフトのビル・ゲイツは数学の論文を一本書いており（パンケーキソートを参照）その共著者のクリストス・パパディミトリウのエルデシュ数が 3 のため、ビル・ゲイツのエルデシュ数は 4 である（コンピュータ業界の著名人には研究者も多く、エルデシュ数 2 を持つ者もいるので、業界周辺で最小というわけではない）。アラン・チューリングのエルデシュ数はビル・ゲイツより大きく 5 である。
昔の数学者は現代の数学者よりも発表論文が少なく、共著となるとさらに稀であった。エルデシュ数を持つことが判明している最古の数学者としては、リヒャルト・デーデキント（1831生まれ、エルデシュ数 7）やフェルディナント・ゲオルク・フロベニウス（1849年生まれ、エルデシュ数 3）がいる。それ以前の人物は、例えばエルデシュよりも論文数が多いとされるレオンハルト・オイラー（1707年生まれ）でさえ、エルデシュ数を持たないようである。

## 亜種
エルデシュ数には多くの亜種が考え出されている。例えば、第2種エルデシュ数 (Erdős number of the second kind) とは、共著論文として、その2人のみによる共著しか認めずに定義されるものである。
協力グラフとして、アルファベット順で先の著者から後の著者に向かって一方向の矢印で結ぶ有向グラフを考えるバージョンも考え出された。このグラフにおいて、エルデシュから出発してその著者にたどり着くまでの道の長さの「最大値」を、単調エルデシュ数 (monotone Erdős number) と呼ぶ。定義された当時、長さ 12 の道が発見された。
マイケル・バーは、エルデシュ数を有理数の範囲にまで広げた有理エルデシュ数 (rational Erdős number) を定義した。アイデアは、複数の共著がある者同士はより近いと考えられるため、例えばエルデシュと p 本の共著論文がある者のエルデシュ数を 1/p としたい、というものである。この考えでの最小のエルデシュ数は、シャルケジ・アンドラーシュの 1/62 である。エルデシュと直接の共著がない場合はそう単純ではないため、実際は次のように定義される。協力グラフとして、頂点同士を複数の辺で結ぶことを許す多重グラフを考え、p 本の共著がある者同士は p 本の辺で結ぶことにする。グラフを電気回路とみなし、それぞれの辺の電気抵抗を1オームとしたときの、2点間の抵抗を距離と見なす。この回路は20万以上の頂点を持つ巨大なものであるから、距離の計算を実行することは大変であるが、理論的には何らかの有理数の値を取る。さらに考えを進めて、1本の論文における著者の数が多い場合、その中の2人の結び付きは、2人だけによる共著の場合に比べて弱いと考えられる。バーは、そのための補正をかけたエルデシュ数も、電気回路を通じて定義している。

## エルデシュ・ベーコン数

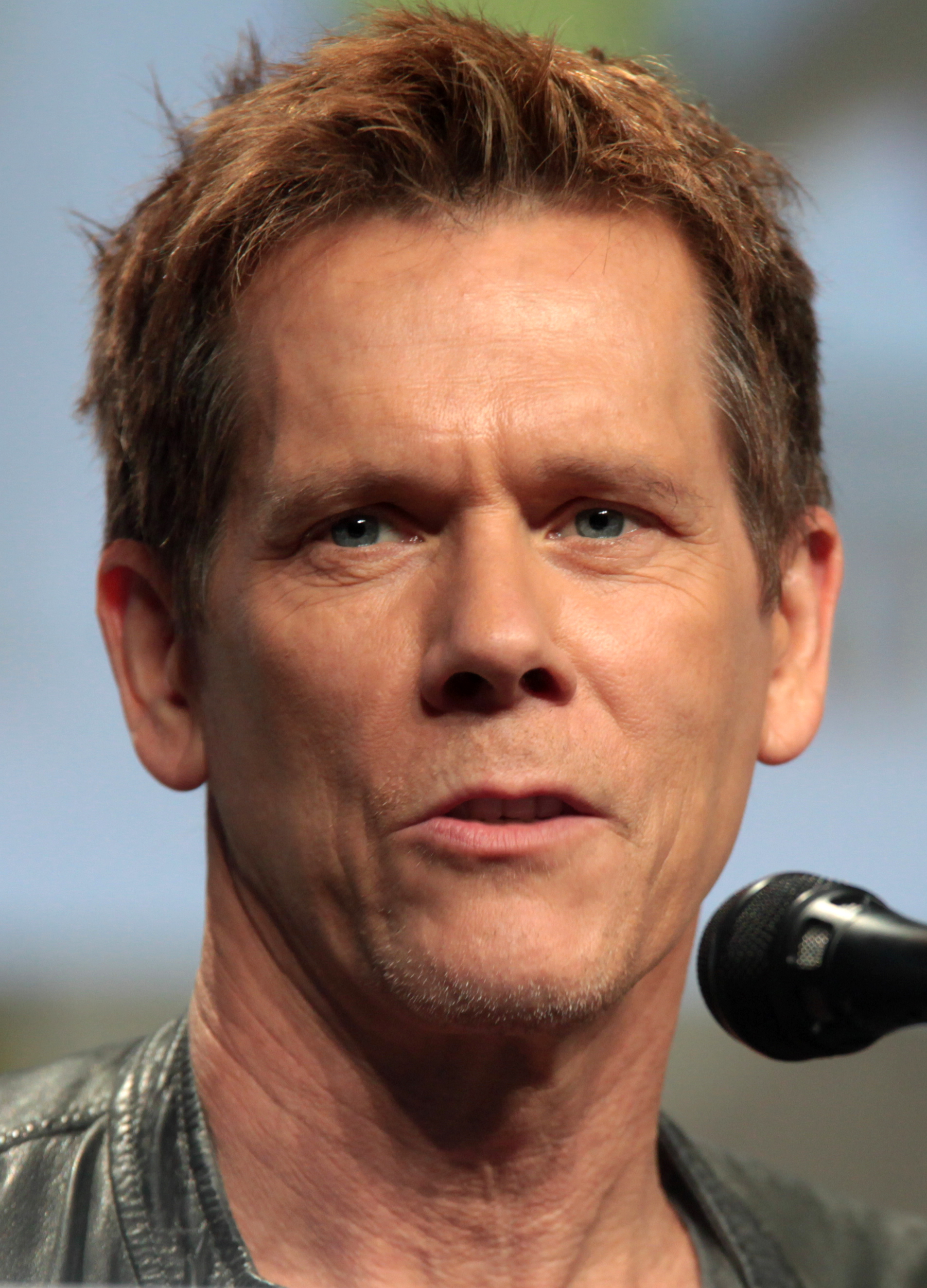
ケヴィン・ベーコン

エルデシュ数と類似の概念は数多く考え出されている。例えば、映画界においてエルデシュ数と似た考えで定義されるベーコン数とは、ケヴィン・ベーコンを起点として、映画で共演した者を結んで定義される数である。
ある人物についての、エルデシュ数とベーコン数を足し合わせた数はエルデシュ・ベーコン数と呼ばれる。例えば、テレビドラマ『素晴らしき日々』においてウィニー・クーパーを演じたことで知られる女優のダニカ・マッケラーは、エルデシュ数 4 とベーコン数 2 を持つ。彼女はカリフォルニア大学ロサンゼルス校で数学を専攻していた。またハリウッド女優のナタリー・ポートマンもハーバード大学在籍時に執筆した心理学の論文によりエルデシュ数5を持っており、彼女のエルデシュ-ベーコン数は7である。

## その他
野球選手のハンク・アーロンのエルデシュ数は 1 であると語られることがある。1995年、エルデシュとアーロンがエモリー大学から同じ日に名誉学位を授与された際に、ルース＝アーロン・ペアについて、エルデシュと共同研究をしていたカール・ポメランスの求めに応じて、野球のボールにふたりでサインをしたことによる。アーロンのエルデシュ数が 1 であると認めるならば、彼のエルデシュ-ベーコン数は 3 となる。
2004年4月20日、eBay のインターネットオークションにおいて、エルデシュ数 4 の著者の論文に共著者として名前を載せる権利、すなわちエルデシュ数 5 を得る権利が売りに出され、最終的に1,031ドルで競り落とされた。しかし、競り落とした人物は、自分がすでにエルデシュ数 3 を持っていることを明らかにした。実際にお金を支払う意思はなく、論文の著者名義をお金でやり取りする行為をやめさせるのが目的であったと見られる。

## エルデシュ数 1 の数学者
彼と直接の共著論文がある数学者512名のうち、共著数の多い上位10名と、ウィキペディア日本語版内に記事が存在する数学者を記載する。
| 氏名                               | 共著数 | 初共著年 |
| ---------------------------------- | ------ | -------- |
| シャルケジ・アンドラーシュ         | 62     | 1966年   |
| ハイナル・アンドラーシュ           | 56     | 1958年   |
| ラルフ・フォードリー               | 50     | 1976年   |
| リチャード・シェルプ               | 42     | 1976年   |
| セシル・C・ルソー                  | 35     | 1976年   |
| T・ショーシュ・ベラ                | 35     | 1966年   |
| レーニ・アルフレード               | 32     | 1950年   |
| トゥラーン・パール                 | 30     | 1934年   |
| エンドレ・セメレディ               | 29     | 1966年   |
| ロナルド・グラハム                 | 28     | 1972年   |
| 角谷静夫                           | 7      | 1943年   |
| ダニエル・クレイトマン             | 7      | 1968年   |
| ピーター・フランクル               | 6      | 1978年   |
| サハロン・シェラハ                 | 3      | 1972年   |
| スタニスワフ・ウラム               | 3      | 1968年   |
| ケネス・キューネン                 | 2      | 1981年   |
| アルフレト・タルスキ               | 2      | 1943年   |
| イヴァン・ニーベン                 | 1      | 1945年   |
| カール・ポメランス                 | 1      | 1945年   |
| アーサー・H・コープランド          | 1      | 1946年   |
| ニコラース・ホーバート・ド・ブラン | 1      | 1948年   |
| メアリー・エレン・ルーディン       | 1      | 1975年   |
| ジョン・ホートン・コンウェイ       | 1      | 1979年   |
| ハンス・リーゼル                   | 1      | 1988年   |
| スティーブ・バトラー               | 1      | 2015年   |